# Brachymeles tridactylus
Brachymeles tridactylus är en ödleart som beskrevs av  Brown 1956. Brachymeles tridactylus ingår i släktet Brachymeles och familjen skinkar. IUCN kategoriserar arten globalt som livskraftig. Inga underarter finns listade.